# Jacques Ozanam
Pour les articles homonymes, voir Ozanam.

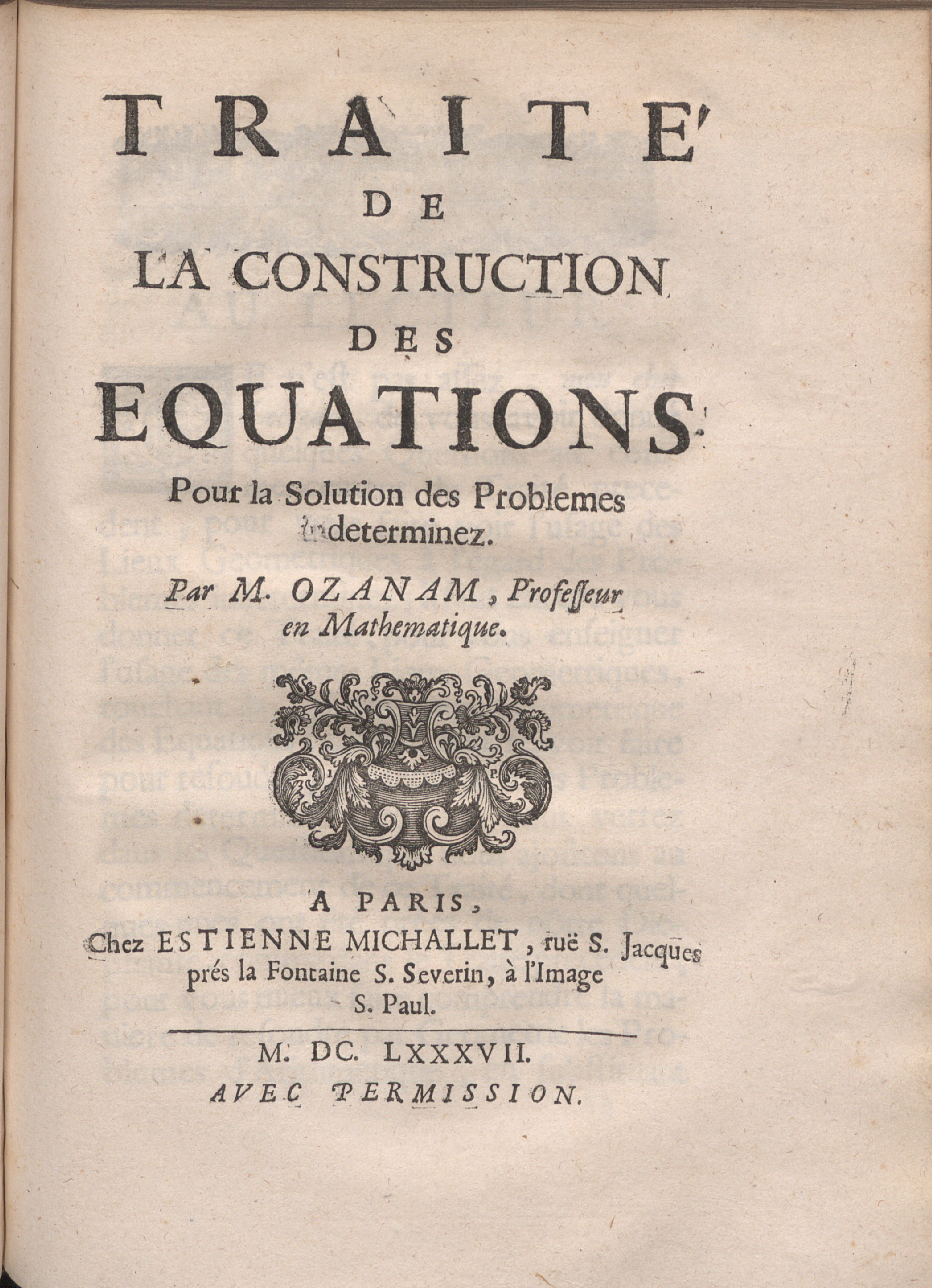
Traité de la construction des equations pour la solution des problemes indeterminez, 1687

Jacques Ozanam, né le 16 juin 1640 à Sainte-Olive (Ain) et mort le 3 avril 1718 à Paris, est un mathématicien français. Il est surtout connu pour ses différents écrits mathématiques, dont un portant sur des tables trigonométriques et logarithmiques.

## Biographie
Jacques Ozanam est issu d'une lignée de laboureurs de la Dombes, dont on ignore les liens avec la famille de Frédéric Ozanam. Quoiqu'il eût commencé l'étude de la théologie pour complaire à son père, il se sentait plus fortement attiré par les mathématiques, qu'il maîtrisa sans l'aide d'un précepteur. À l'âge de quinze ans il rédigea un traité de mathématiques. À la mort de son père, il renonça à la théologie qu’il avait étudiée pendant quatre ans et commença, à Lyon, à donner gratuitement des leçons privées de mathématiques. Plus tard, comme les biens de la famille étaient entièrement passés à son frère aîné, il dut à contrecœur accepter d’être payé. 
En 1670, il publia des tables trigonométriques et logarithmiques plus précises que celles d'Adriaan Vlacq, de Pitiscus et de Henry Briggs qui existaient alors. Un acte de charité (il avait prêté de l’argent à deux étrangers) attira sur lui l’attention de Henri d'Aguesseau, père du chancelier Henri François d'Aguesseau, qui l’invita à s’établir à Paris. Là, il connut la prospérité et une vie heureuse pendant plusieurs années. Il se maria, eut une grande famille et tira des revenus suffisants des leçons privées de mathématiques qu’il donnait surtout à des élèves étrangers. Jacques Ozanam confie au docteur Élie Richard, médecin à La Rochelle, le soin de réaliser un prototype d'un véhicule « dans lequel on pourrait se déplacer, sans chevaux ». Cet ancêtre de la voiture automobile est décrite dans le 21e des cinquante problèmes de mécanique formant la première partie du tome II de ses Récréations Mathématiques et Physiques qui contiennent plusieurs problèmes utiles et agréables [...], publiées en 1696. Derrière le conducteur, qui tient dans ses mains les rênes, se tient debout un valet qui actionne avec les pieds deux planches montées sur ressort, donnant ainsi l'impulsion au charriot. 
Ses publications mathématiques étaient nombreuses et bien accueillies. Le manuscrit intitulé Les six livres de l'Arithmétique de Diophante augmentés et réduits à la spécieuse mérita l'éloge de Leibniz. Récréations, traduit plus tard en anglais et bien connu aujourd'hui, fut publié en 1694. Ozanam fut nommé élève géomètre à l'Académie royale des sciences en 1701 et associé mécanicien après la mort de Jean Mathieu de Chazelles, en 1710. La mort de sa femme le plongea dans la douleur la plus profonde et la perte due à la Guerre de Succession d'Espagne de ses élèves étrangers le réduisit à la pauvreté. Il mourut à Paris le 3 avril 1718. 
Il a été honoré plus à l'étranger que dans sa patrie. Il était dévot, charitable, courageux et de foi simple. Au temps où il était un jeune homme, il avait su vaincre sa passion pour le jeu. Il avait l'habitude de dire qu'il appartenait aux docteurs de la Sorbonne de discuter, au pape de décider, et à un mathématicien d'aller au ciel par une ligne perpendiculaire.

### Date du décès
Selon l’éloge de M. Ozanam prononcé par  Bernard Le Bouyer de Fontenelle, Jacques Ozanam est décédé le dimanche 3 avril 1717. Mais ceci soulève quelques points d'interrogation. Selon des membres de sa famille, le décès serait survenu le dimanche 3 avril 1718. Voici quelques éléments avancés par un membre de la famille en faveur de cette thèse. 
- Le Bouyer de Fontenelle parle du dimanche 3 avril 1717 : or c'était un samedi, alors que le 3 avril 1718 était bien un dimanche[5].

- Robert Courrier et Louis de Broglie, secrétaires perpétuels de l'académie, ont confirmé dans une lettre à la famille les points suivants : Jacques Ozanam était présent à la séance du 5 mars 1718. Sa mort fut annoncée à la séance du 9 avril (1718). Son éloge par Fontenelle fut lu le 27 avril 1718.

- Le testament olographe de Jacques Ozanam daté du 22 janvier 1718 et l'inventaire après décès de ses biens daté du 8 avril 1718 se trouvent aux Archives nationales sous la cote Z.2, 3622, année 1718.

- Enfin, la date du 3 avril 1718 est confirmé sur le site de l'Académie des sciences.

## Publications
- Tables des Sinus, Tangentes et Sécantes et des Logarithmes de sinus et des tangentes ; et des nombres depuis l’unité jusques à 10000. Avec un traité de Trigonométrie par de nouvelles Démonstrations & des Pratiques très-faciles, Chez l’Auteur et Estienne Michallet, Paris, 1685 ; Ch. A. Jombert, 1741.
- Traité des lignes du premier genre, expliquées par une méthode nouvelle et facile. Traité de la construction des équations, pour la solution des problèmes indéterminés. Traité des lieux géométriques expliqués par une méthode courte et facile, Paris, Michallet, 1687.
- L'Usage du Compas de Proportion expliqué et démontré d'une manière courte et facile et augmenté d'un Traité de la division des Champs, Étienne Michallet, 1688 ; Jombert, 1769. Texte en ligne
- Méthode de Lever les Plans et les Cartes de terre et de Mer, avec toutes sortes d'Instruments, & sans Instruments. La description & l'usage de ces Instruments, qui sont le Demi-cercle, la Planchette de diverses facons, la Boussole, l'Instrument universel, & le Recipiangle. Et la manière de faire les remarques des marées, courants, écueils, &c. & de lever les Plans des Villes ennemies, Paris, Michallet, 1693 ; Paris, Claude Jombert, 1716.

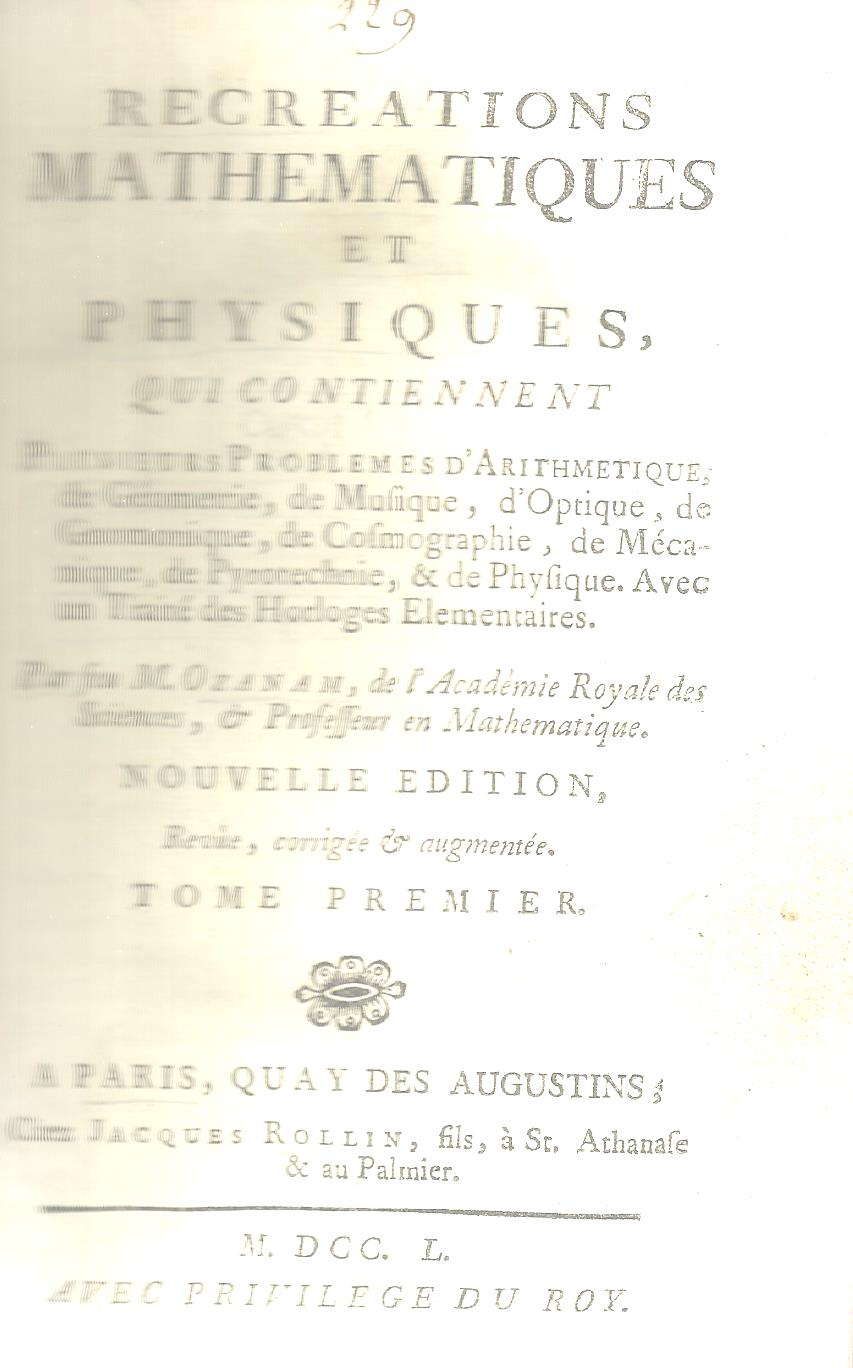

- Récréations mathématiques et physiques, qui contiennent plusieurs problèmes d’arithmétique, de géométrie, de musique, d'optique, de gnomonique, de cosmographie, de mécanique, de pyrotechnique, & de physique. Avec un traité des horloges élémentaires, 1re édition, Paris, Jombert, 1694 ; 2e édition, 2 volumes, Jombert, 1725 ; Jombert, 1735 ; nouvelle édition, rev., corr. & augm., 4 volumes, Paris, Jacques Rollin, 1750 ; Firmin-Didot, 1790. L'ouvrage apporte une approche ludique des mathématiques à travers nombre de problèmes distrayants et techniques nouvelles de calcul tels la « multiplication par les doigts ». Cette édition est considérée comme la plus pertinente parue jusqu'alors et comporte un traité des horloges élémentaires de Domenico Martinelli, une longue dissertation sur les lampes perpétuelles et surtout des « tours de gibecière » (tours de prestidigitation). Texte en ligne sur Gallica 1 2 3 4 et sur le site du CNUM
- Cours de mathématique, qui comprend toutes les parties les plus utiles & les plus nécessaires à un homme de guerre, & à tous ceux qui se veulent perfectionner dans cette science, 5 volumes, Paris, Jean Jombert, 1697.
- Méthode facile pour arpenter ou mesurer toutes sortes de superficies, et pour toiser exactement la maçonnerie, les vidanges des terres, & tous les autres corps, dont on peut avoir besoin dans la pratique ; avec le toise du bois de charpente selon la Coutume de Paris, & un traité de la séparation des terres, Paris, Jombert, 1699 ; 1725 ; 1747.
- La Fortification Régulière Et Irrégulière Qui Comprend la Construction L'attaque & la Défense de Toutes Sortes de Places, Claude Jombert, 1711.
- Traité de fortification contenant les méthodes anciennes et modernes pour la construction et la défense des places, et la manière de les attaquer, expliquée au plus long qu'elle n'a été jusques à présent, Paris, Jean Jombert, 1694
- La Perspective Théorique et Pratique, où l’on enseigne la manière de mettre toutes sortes d’objets en perspective, tirée du Cours de Mathématique. Paris, Claude Jombert, 1711
- Les éléments d'Euclide du R. P. Dechalles, de la compagnie de Jésus ; et de M. Ozanam, de l’académie des sciences. Demontres d'une manière nouvelle & facile, & augmentes d'un grand nombre de propositions & d'usages, & d'un traite complet des rapports, Jombert, 1735 ; 1753.
- La gnomonique, ou l'on donne par un principe general la maniere de faire des cadrans sur toutes sortes de surfaces, & d'y tracer les heures astronomiques, babylonniennes & italiques, les arcs des signes, les cercles des hauteurs, les verticaux & les autres cercles de la sphère, Paris, Quay des Augustins, chez Charles-Antoine Jombert, 1746.

### Listes d’œuvres en ligne
- Liste de geometry.net